# Seoul Open 1992
Il Seoul Open 1992 è stato un torneo di tennis giocato sul cemento. È stata la 6ª edizione del torneo, che fa parte della categoria World Series nell'ambito dell'ATP Tour 1992. Si è giocato a Seul in Corea del Sud dal 20 al 27 aprile 1992.

## Campioni

### Singolare maschile
Shuzo Matsuoka ha battuto in finale  Todd Woodbridge con il punteggio di 6–3, 4–6, 7–5

### Doppio maschile
Kevin Curren /  Gary Muller hanno battuto in finale  Kelly Evernden /  Brad Pearce con il punteggio di 7–6, 6–4